# Klaus Roeder
Klaus Röder (generalmente escrito Roeder) (7 de abril de 1948, Stuttgart, Alemania) es un músico alemán y profesor de música. El actualmente vive y enseña en Langenfeld, en Alemania. Más conocido por tener la participación de grupo de música electrónica Kraftwerk. Roeder está casado y tiene dos hijos.

## Historia
Estudió violín y piano, luego, comenzó un estudo de ingeniería de sonido en 1968, incluso composición para guitarra en la Academia de música Robert Schumann en Düsseldorf. Graduándose en 1980 con un diploma de composición de música electrónica.
Interesado en la música experimental y de vanguardia empezó a crear instrumentos, utilizar también sintetizadores y grabadores para manipular los sonidos grabados.
Durante este período el tocaba guitarra (usada como um dispositivo "disparador" de sonido para el sintetizador), en grupos de free jazz, y brevemente, durante 1974, con la banda eletrónica Kraftwerk.
Desde 1975 ha trabajado en su estudio de música electrónica, últimamente, usando computadores personales internamente para componer música.